# Livada (Satu Mare)
Livada (abans també Șarchiuz, del seu nom hongarès de Sárköz, pronunciació hongaresa: [ˈʃaːrkøz]); en alemany: Wiesenhaid) és una ciutat del nord-oest de Romania, al comtat de Satu Mare. Va rebre la condició de ciutat el 2006. La ciutat administra tres pobles: Adrian (Adorján), Dumbrava (Meggyesgombás) i Livada Mică (Sárközújlak).

## Demografia
El cens nacional de 2011 va registrar una població total de 6.639 dels quals:
- El 60,8% eren d'origen ètnic hongarès,
- 35,5% d'origen ètnic romanès i
- 3,2% d'origen ètnic gitano[1]

Les afiliacions religioses eren:
- 31% ortodoxos
- 26% catòlic romà
- 25% grec catòlic
- 17% reformat[2]